# 2022年冬季奧林匹克運動會中國香港代表團
2022年冬季奧林匹克運動會中國香港代表團是中華人民共和國香港特別行政區所派出的2022年冬季奧林匹克運動會代表團。這是香港隊第六次派出運動員參加冬季奧運。
香港隊共有三名運動員參加該屆冬奧兩個大項的比賽，參賽規模創下歷届冬季奧運新高的同時，也是20年以來首次派出超過一名運動員參加冬奧。代表團團長為曾擔任2008年北京奧運香港代表團副團長的郭志樑。開幕典禮旗手為短道速滑運動員朱定文。
香港隊於2月16日結束了所有的比賽任務，參賽的三名選手當中，兩人未能完成各自所參加小項的比賽，一人獲得第24名。郭志樑表示，三名選手仍年輕，尚有很多進步空間，相信此次冬奧之旅對他們日後成長會有正面影響。代表團所有選手均在冬奧閉幕前離開奧運村，並未出席閉幕典禮，由北京奧組委的一名志願者代為擔任閉幕典禮旗手。

## 高山滑雪
根據國際滑雪聯合會公佈的各代表團所獲席位列表，香港隊在高山滑雪項目上共可派出一名男選手和一名女選手參賽。名單方面，原本有望入選名單的吳一因學業原因及旅行限制放棄參賽，最終中國香港滑雪總會指定翁厚全和金和曉代表隊伍出賽。
| 运动员 | 项目       | 第一次 | 第一次 | 第二次 | 第二次 | 总计 | 总计 |
| 运动员 | 项目       | 时间   | 排名   | 时间   | 排名   | 时间 | 排名 |
| ------ | ---------- | ------ | ------ | ------ | ------ | ---- | ---- |
| 翁厚全 | 男子大曲道 | DNF    | DNF    | DNF    | DNF    | DNF  | DNF  |
| 翁厚全 | 男子曲道   | DNF    | DNF    | DNF    | DNF    | DNF  | DNF  |
| 金和曉 | 女子曲道   | DNF    | DNF    | DNF    | DNF    | DNF  | DNF  |

## 短道速滑
香港短道速滑選手隋鑫憑藉2021–22賽季短道速滑世界盃上的表現幫助隊伍獲得一個男子500米的奧運席位，香港队也得以時隔八年重返奧運短道速滑賽場。名單方面，由於隋鑫未能確保在冬奧前取得香港特別行政區護照，香港滑冰聯盟選擇由朱定文代表該隊參加該小項。
| 运动员 | 项目        | 小组赛 | 小组赛 |        |        | 半决赛 | 半决赛 | 决赛   | 决赛   |
| 运动员 | 项目        | 时间   | 排名   | 时间   | 排名   | 时间   | 排名   | 时间   | 排名   |
| ------ | ----------- | ------ | ------ | ------ | ------ | ------ | ------ | ------ | ------ |
| 朱定文 | 男子500公尺 | 44.857 | 3      | 未晋级 | 未晋级 | 未晋级 | 未晋级 | 未晋级 | 未晋级 |